# Alfred Moisiu
Alfred Spiro Moisiu (Shkodër, 1 december 1929) was tussen 24 juli 2002 en 24 juli 2007 de president van Albanië. 
Hij is geboren in Shkodër, in het noordwesten van Albanië. Tijdens de Tweede Wereldoorlog speelde hij een rol in het Albanese verzet tegen de Duitse bezetter. Na de oorlog, in 1946, ging hij in de Sovjet-Unie studeren. In het jaar 1948 studeerde hij in Sint-Petersburg (toen nog Leningrad) af als genieofficier. Terug in Albanië gaf hij les aan de Militaire Academie in Tirana. Tussen 1952 en 1958 volgde hij lessen aan de Academie voor Militaire Techniek in Moskou, waar hij voor zijn goede resultaten een gouden medaille kreeg.
Na zijn studies zette Moisiu zijn militaire carrière verder als ingenieur voor het Albanese Ministerie van Defensie. In 1971 werd hij hoofd van het Bureau voor Techniek en Versterkingen van het Albanese ministerie van Defensie.
In 1979 ontving Moisiu een doctoraat in militaire techniek. Vanaf 1981 was hij afgevaardigd minister van defensie. Deze post behield hij tot de dood van premier Mehmet Shehu in 1982. Waarschijnlijk ten gevolge van het conflict tussen Shehu en Enver Hoxha, werd Moisiu naar Burrel gestuurd waar hij commandant werd van een genie-eenheid. In 1984 beëindigde Moisiu zijn actieve militaire dienst. 
In december 1991 maakt hij zijn comeback op het politieke toneel toen hij minister van Defensie werd in Vilson Ahmeti's regering van experten, de voorloper van het eerste democratisch verkozen regering in het post-communistische Albanië. Deze functie behield hij tot 1992, toen de eerste regering van de Democratische Partij, onder leiding van Aleksander Meksi gevormd werd.
De nieuwe minister vroeg Moisiu als adviseur voor het ministerie van Defensie te werken. In 1994 werd hij door Safet Zhulali als afgevaardigd minister aangesteld om de Albanese defensie te ontwikkelen. Moisiu adviseerde om de inspanningen te concentreren op het herorganiseren van de verouderde Albanese strijdkrachten, en om de voorbereidingen tot toetreding tot de NAVO te starten. In 1994 stichtte hij de Albanese Noord-Atlantische Associatie en werd verkozen tot voorzitter van de organisatie. Op 24 januari 1995 tekende hij een verdrag dat Albanië verbond met Partners voor Vrede-project van de NAVO. 
Toen de Albanese Socialistische Partij in 1997 aan de macht kwam in Albanië (na de anarchie van 1997), verloor hij zijn functie op het ministerie van defensie. De volgende jaren concentreerde hij zich op de organisatie van Albanese en internationale conferenties waar vooral de problematiek van veiligheid en verdediging van Zuidoost-Europa besproken werd, en waar onder meer het particuliere wapenbezit besproken werd.
In 2002 werd Moisiu, onder internationale druk, de consensus kandidaat voor de functie van president van Albanië, gesteund door alle niet-extremistische politieke partijen van Albanië, als opvolger van Rexhep Meidani. Moisiu werd gezien als de geknipte kandidaat gezien zijn academische verleden, zijn politieke neutraliteit en vooral zijn kwaliteiten als bemiddelaar, geen overbodige luxe in het vaak woelige Albanië. Ook zijn pogingen tot toenadering met het Westen en de NAVO spraken in zijn voordeel. 
De Albanese media benadrukten vooral de buitengewone eensgezindheid tussen de Socialistische en Democratische partijen, Moisiu kon als kandidaat zowel op de steun van Sali Berisha als op die van Fatos Nano rekenen. Noch Nano, noch ex-president Meidani stelden zich kandidaat omdat ze onmogelijk de vereiste 2/3de meerderheid van de stemmen konden halen. Meidani stond te dicht bij de Socialisten en kon daarom de nodige conservatieve stemmen niet binnenhalen.
Moisiu werd door het Parlement verkozen tot president van Albanië voor een ambtstermijn van 5 jaar met 97 stemmen voor en 19 stemmen tegen, 14 leden onthielden zich. Hij legde de eed af op 24 juli 2002.
Na de grondwetshervorming van november 1998, ligt de politieke macht vooral bij de regering. Toch beloofde Moisiu bij te dragen tot de versterking van de parlementaire democratie, de stabilisatie van de rechtspraak en de integratie van Albanië in de Europees-Atlantische structuren.
De dag na het begin van de ambtstermijn van Moisiu, trad de socialistische premier Pandeli Majko af, en de president stelde Fatos Nano, de leider van de Socialistische Partij, aan als zijn opvolger. Die wissel was een compensatie voor Nano, die had afgezien van het presidentschap. Later uitte Moisiu verschillende keren kritiek op Nano omdat hij volgens Moisiu de macht te veel concentreerde en de hervormingen te traag gingen.
In 2007 werd Moisiu opgevolgd als president door Bamir Topi.
- Gemeinsame Normdatei: 129395919
- International Standard Name Identifier: 0000 0001 1492 2346
- Library of Congress Control Number: no2006104340
- Virtual International Authority File: 58843311
- WorldCat: E39PBJht7hXvQ9KXcbqdjQVwG3